# Stutenkerl

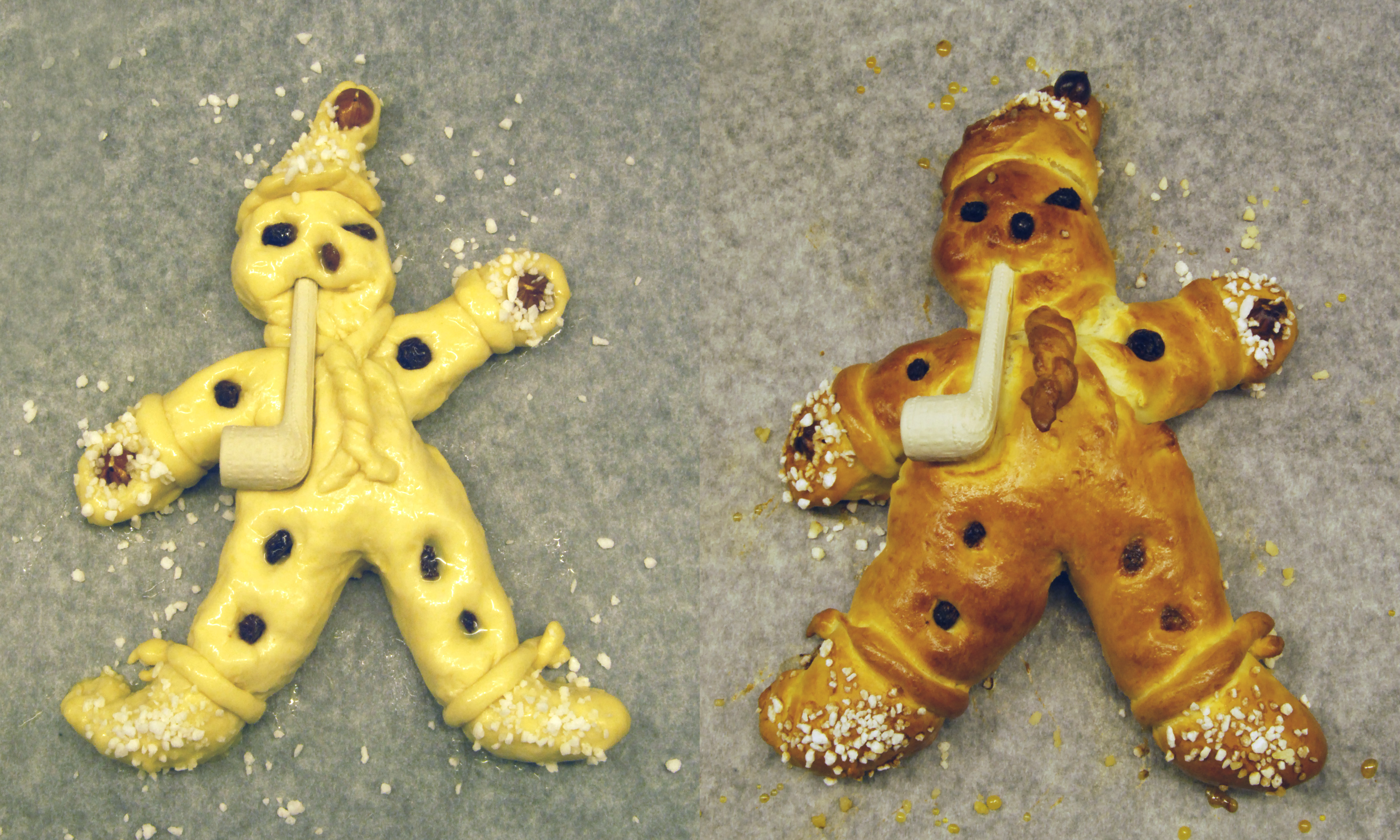
Ungebackener und gebackener Hefeteigmann

Als Weck(en)mann, Dambedei, Grättimaa, Grittibänz, Hefekerl, Klausenmann, Martinsmännchen, Krampus oder Stutenkerl wird ein Gebäck in Form eines stilisierten Mannes aus Hefeteig, häufig mit Rosinen, bezeichnet.
Das Gebildbrot hat seine Hauptsaison im Herbst und Winter. Dabei wird es in weiten Teilen des deutschsprachigen Raumes in der Zeit – je nach Region – um den Martinstag am 11. November (in vielen Regionen eher die Martinsbrezel oder auch süße Wecken in Form stilisierter Gänse) oder um den Nikolaustag am 6. Dezember hergestellt und verspeist. In manch anderen Gegenden wird es auch im Januar gegessen oder ist überhaupt von Terminen unabhängig. Die äußere Form bezieht sich auf einen Bischof (Mütze für die Mitra, Pfeife für den Hirten-/Bischofsstab, Rosinen für den „Prunk“/Schmuck …) – je nach Region auf den Bischof Nikolaus von Myra und seinen Festtag am 6. Dezember oder aber auf den heiligen Martin. Früher kamen auch anderweitige Bezüge vor (siehe unten).
Verwendet wird ein meist gesüßter Hefeteig (Stuten). Häufig wird das Gebäck mit Rosinen für das Gesicht und die Knopfleiste verziert, bisweilen auch mit Zucker bestäubt, und es bekommt oft eine stilisierte Pfeife aus Ton eingesteckt.

## Namen
Das Gebäck hat die unterschiedlichsten Namen. Verbreitet in Deutschland im Rheinland und Saarland, der Pfalz, in Hessen und in Baden-Württemberg, Franken sowie in weiteren Teilen von Nord- und teilweise auch in Ostdeutschland ist Weckmann, Weckmännchen, Weckenmann oder Weckenmännchen. Stutenkerl oder Stutenmännchen gilt insbesondere in Niedersachsen, Schleswig-Holstein, Mecklenburg und Westfalen, also dem Gebiet, in dem der Begriff Stuten die verbreitete Variante für ein Rosinenbrot ist. In Bayern und Österreich ist das Gebäck als Krampus, unter Bezugnahme auf eine Schreckgestalt in Begleitung des Heiligen Nikolaus, bekannt. In Ostdeutschland ist das Gebäck generell wenig verbreitet. In der Deutschschweiz heißt das Gebäck Grittibänz oder auch Grättimaa.
Darüber hinaus gibt es regional geprägte Bezeichnungen mit geringerer Verbreitung: Von der Nordeifel bis Köln wird er Pitschmann, im Bergischen Land Piefekopp, im westlichen Ruhrgebiet und Rheinland eher Pumann, in den Dialekten von Viersen, Mönchengladbach und deren weiterer Umgebung Buckmann oder Buggemann genannt. In Ostwestfalen-Lippe und im östlichen Münsterland kennt man ihn auch als Piepenkerl. Im nördlichen Rheinland-Pfalz heißt er Ditz, im nordbadisch-pfälzisch-südhessischen Raum Dambedei, Maddinsmändl oder Hefekerl, in Hessen, vor allem im Rheingau, gibt es den Weggbopp, in Wittgenstein den Backpeter oder Backkerlchen, und im Eichsfeld spricht man vom Martinsbrot. Im Gebiet zwischen Donau und Lech (Bayerisch-Schwaben und nördlich des Bodensees) sagt man zu dem Teigmännchen Klausenmann, und in der Gegend um Breisach ist er der Baselmann. In Basel (und Südwestbaden) ist es der Grättimaa, im westlichen Thurgau und östlichen Kanton Zürich Elggermaa. In Luxemburg wird es Boxemännchen (Plural: Boxemännercher) genannt, im Elsass Manele (Männele) oder Manala, in der Franche-Comté und in Lothringen Jean Bonhomme. In den Niederlanden schließlich spricht man vom Buikman, Wekkeman, Weckman, Weggekèl, Mikkeman, Stevensman, Piepespringer oder Ziepesjprengert.
Die Namen Stutenkerl und Weckmann bezeichnen die Teigart und Form des Gebäcks: ein Männlein aus Mehl, Zucker, Fett und Hefe (Stuten) oder aus Mehl, Salz, Hefe und Wasser (Wecken). Klausenmann hat seinen Namen vom heiligen Nikolaus. Buckmann bezieht sich auf den dicken Bauch des Teigmännchens. Grittibänz und Grättimaa geben die gespreizten Beine des Gebäckmännleins wieder. Dambedei ist unklarer Herkunft, doch könnte im Vorderglied das gleiche Bestimmungswort wie in Dambelhans ‚ungeschickter, tappiger Mensch‘ stecken. Bezeichnungen wie Männlein sowie das verbreitete Grundwort -mann etwa in Buckmann, Weckmann oder Klausenmann sowie -kerl wie in Stutenkerl nehmen auf die menschliche Figur des Gebäcks Bezug.

## Herkunft, Bedeutung und Brauchtum
Die Gebäckfigur stellte ursprünglich wohl einen Bischof (St. Nikolaus oder St. Martin) dar, wobei die heutige Tonpfeife, die vor allem den norddeutschen Varianten und den rheinischen Weckmännern zu St. Martin beigegeben wird, den Bischofsstab darstellen soll. Diese soll aus der Blütezeit der Pfeifenbäckereien in Europa im 17. und 18. Jahrhundert stammen und könnte von der Reformation beeinflusst sein, um katholische Sinnbilder zu verweltlichen. Verbreitet hatte der Stutenkerl eine Hand an der Pfeife, die auch als „Männlichkeitssymbol“ gilt.
In wieder anderen Regionen, etwa in der Deutschschweiz, hat der Grittibänz traditionell keine Pfeife; sie – oder auch eine Rute – wird erst seit neuerer Zeit von Bäckereien hinzugegeben. Auch die Identifikation mit Nikolaus oder Martin ist nicht in allen Landschaften gegeben; so zeigte das Gebäck in Solothurn im 19. Jahrhundert eine „auffallende Ähnlichkeit“ mit dem Landesheiligen, dem Ritter St. Ursus. In älterer Zeit waren auch weibliche Figuren keineswegs selten; so heißt es im Niklausspruch des Zürcher Reformators Heinrich Bullinger aus dem Jahre 1546: „Der Felix nehm zem ersten s’Horn, Das Frowli [Fräulein] esse er erst morn“.
Manchenorts wird der Teigmann nicht am Nikolaustag, sondern zu St. Martin gegessen. So wird im Rheinland, im Ruhrgebiet, in Hessen, in Westfalen, in der Rhein-Neckar-Region, im (katholischen) Eichsfeld oder im (evangelischen) Ravensberger Land – etwa in Bickenriede – der Weckmann beim Martinssingen den Kindern geschenkt oder nach dem St.-Martins-Umzug verspeist. Im Kanton Solothurn wurde der Grittibänz dagegen im 19. Jahrhundert üblicherweise erst zwischen Weihnacht und Sebastianstag (20. Januar) gebacken. In der Stadt Basel wurde der Grättimaa früher am Weihnachtstag gegessen; die Verschiebung auf den 6. Dezember fand erst im 20. Jahrhundert statt.
Das Gebäck steht in der Reihe der Gebildebrote, welche im frühen Mittelalter den Büßern und Kranken, die die Eucharistie nicht empfangen hatten, als Kommunionsersatz verabreicht wurden. In der osteuropäischen orthodoxen Liturgie hat sich dieser Brauch bis heute erhalten.

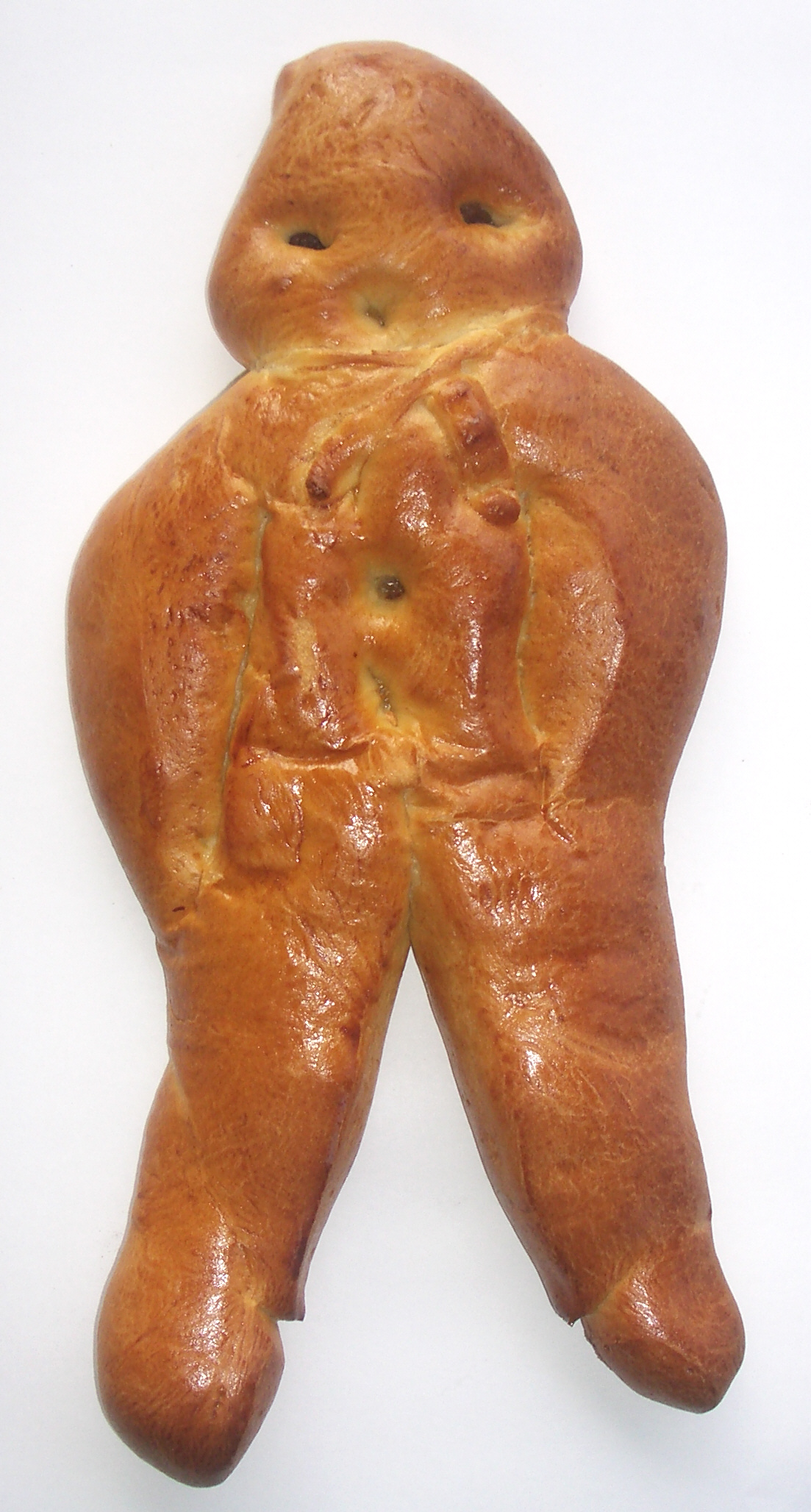
Ein „Klausenmann“ aus Oberschwaben
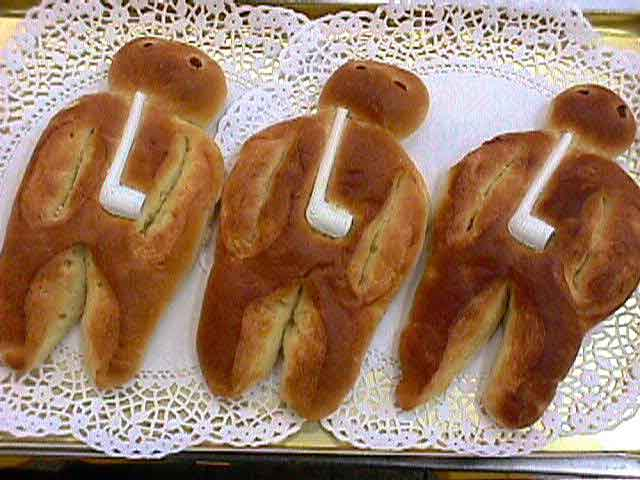
Weckmänner mit Tonpfeifen
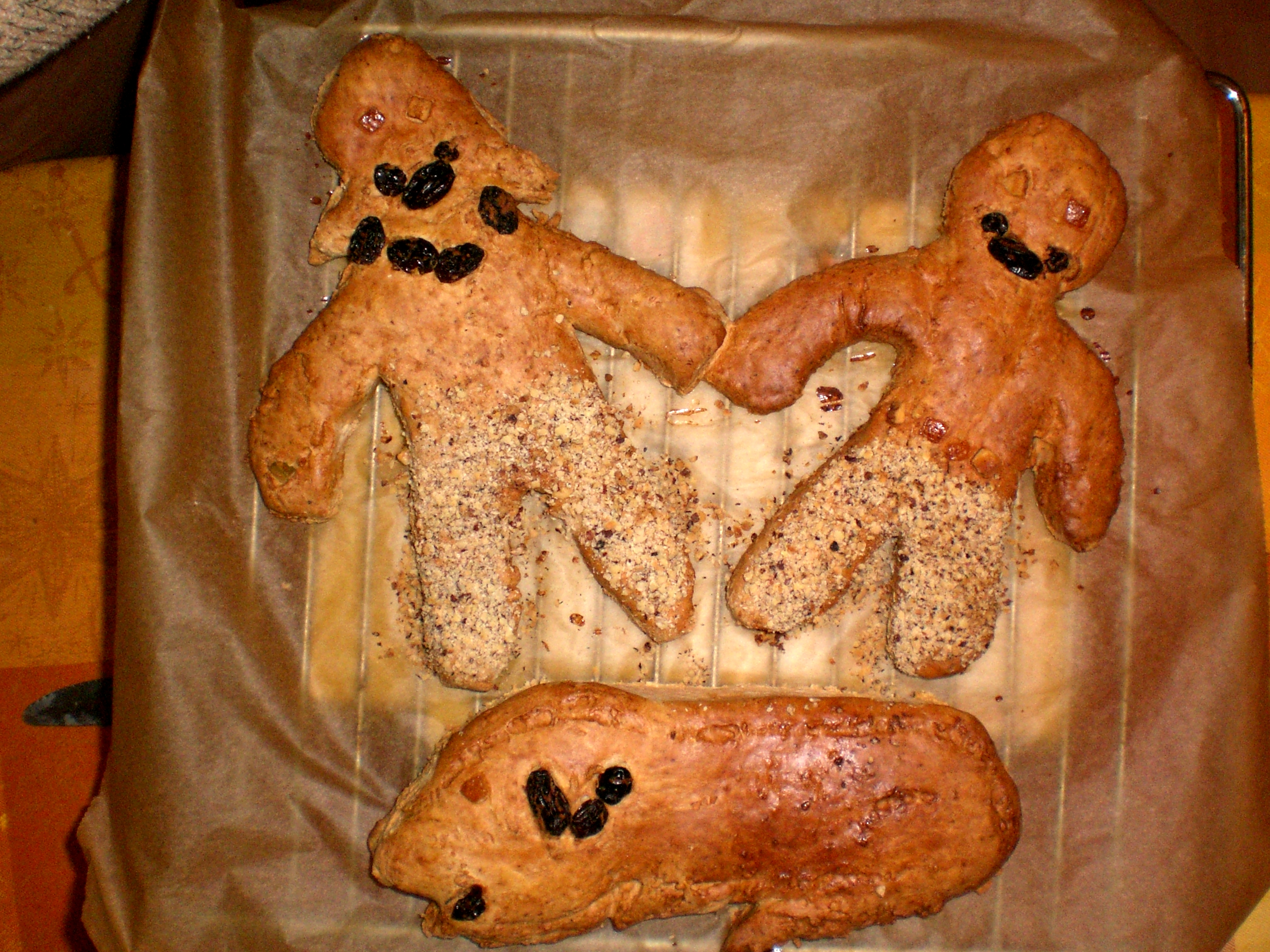
Hausgebackenes Hefeteigpärchen mit Hund
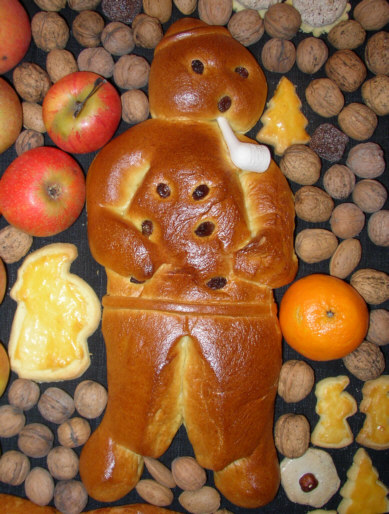
Baselmann
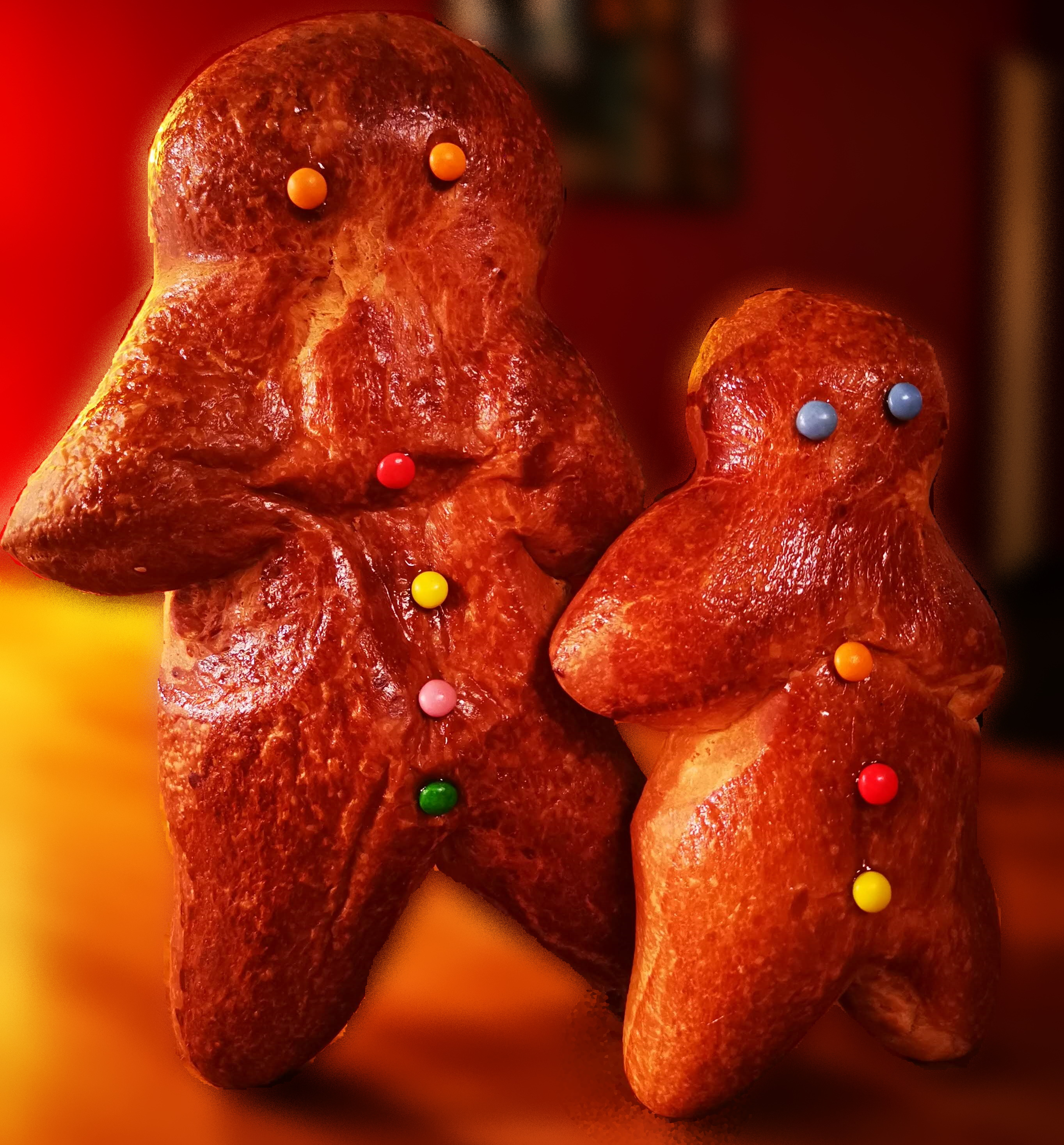
„Boxemännercher“ aus Luxemburg
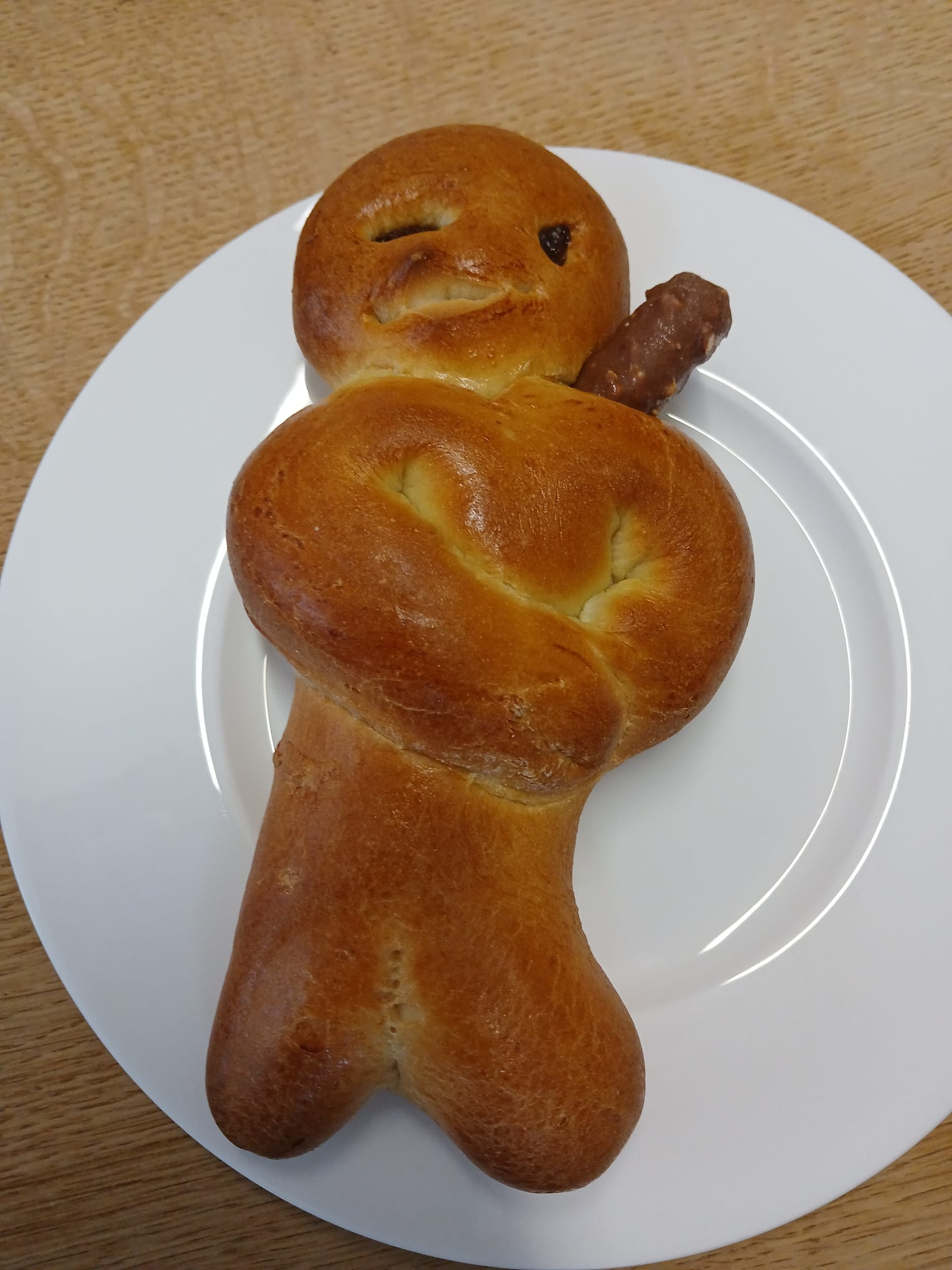
Grittibänz mit Schokoriegel